# Viktor Kovačić
Viktor Kovačić (Lioka Vas, 28 agosto 1874 – Zagabria, 21 ottobre 1924) è stato un architetto croato.

## Carriera
Discepolo del celebre architetto Otto Wagner, progettò il piano regolatore del Kapitol (1908) e, docente alle superiori di Zagabria, iniziò la realizzazione della sede della Banca nazionale croata nel 1923.